# Pseudomorus brunoniana
Pseudomorus brunoniana là một loài thực vật có hoa trong họ Moraceae. Loài này được (Endl.) Bureau miêu tả khoa học đầu tiên năm 1869.